# Martin soldat
Martin soldat (titlul original: în franceză Martin soldat) este un film comedie de război francez, realizat în 1966 de regizorul Michel Deville, protagoniști fiind actorii Robert Hirsch, Véronique Vendell, Walter Rilla, Marlène Jobert. 

## Conținut
În ziua debarcării, Martin, un actor dintr-o companie de teatru fără pretenții, trebuie să joace rolul unui ofițer german într-o piesă de teatru, dar este arestat de americani. Odată ce greșeala a fost îndrepată, el intră în slujba armatei franceze, dar este capturat, de această dată într-o uniformă „împrumutată” de la un ofițer francez, de către soldați germani... 

## Distribuție
- Robert Hirsch – Martin
- Véronique Vendell – Zouzou
- Walter Rilla – generalul von Haffelrats
- Anthony Sharp – maiorul
- Reinhard Kolldehoff – șeful Gestapoului
- Marlène Jobert – tânăra din rezistență
- Jean Martin – Monnier
- Georges Chamarat – Renard
- Claude Bertrand – Galland
- Hélène Dieudonné – Marie-Marguerite
- Paul-Émile Deiber – generalul Lamarzelle
- Maurice Escande – el însuși
- Jacqueline Monsigny
- Carl Studer
- Donald O'Brien
- Wolfgang Sauer – Wilderheim
- Claude Vernier – prusacul
- Louis Velle – colonelul Dumesnil
- Katia Cristina – tânăra englezoaică
- Adrien Cayla-Legrand – Charles De Gaulle.